# Pueblo Nuevo, Sinaloa
Pueblo Nuevo är en ort i Mexiko.   Den ligger i kommunen Elota och delstaten Sinaloa, i den centrala delen av landet, 900 km nordväst om huvudstaden Mexico City. Pueblo Nuevo ligger 20 meter över havet och antalet invånare är 1 709.
Terrängen runt Pueblo Nuevo är platt. Runt Pueblo Nuevo är det ganska tätbefolkat, med 78 invånare per kvadratkilometer. Närmaste större samhälle är La Cruz, 10,1 km sydost om Pueblo Nuevo. Trakten runt Pueblo Nuevo består till största delen av jordbruksmark.